# After : Chapitre 2
Pour les articles homonymes, voir After.
Série After
After : Chapitre 1
(2019) After : Chapitre 3
(2021)
Pour plus de détails, voir Fiche technique et Distribution.
After : Chapitre 2 ou After : La Collision au Québec (After We Collided) est un film romantique américain réalisé par Roger Kumble, sorti en 2020.
Il est adapté du roman After, saison 2 d'Anna Todd et constitue le deuxième volet de la série de films After. Il est précédé par After : Chapitre 1 (2019) et sera suivi par After : Chapitre 3.

## Synopsis
Alors que Tessa et Hardin tentent de recoller les morceaux de leur relation, de nouveaux obstacles viennent se mettre en travers de leur histoire d'amour et de nouveaux secrets sont dévoilés. Mais tout ça n'est rien comparé à l'arrivée du chaleureux Trevor dans la vie de Tessa, qui va s'attirer les foudres d'Hardin, conscient de la menace que ce nouveau prétendant représente.

## Fiche technique
Sauf indication contraire, les informations mentionnées dans cette section peuvent être confirmées par la base de données cinématographiques IMDb,  présente dans la section « Liens externes ».
- Titre original : After We Collided
- Titre français : After : Chapitre 2
- Titre québécois : After : La Collision
- Réalisation : Roger Kumble
- Scénario : Anna Todd et Mario Celaya, d'après le roman After, saison 2 d'Anna Todd
- Musique : Justin Burnett
- Photographie : Larry Reibman
- Montage : Anita Brandt-Burgoyne
- Sociétés de production : Voltage Pictures, Offspring Entertainment, CalMaple Media, Frayed Pages Entertainment et Wattpad Studios
- Société de distribution : Open Road Films (États-Unis)
- Pays de production :  États-Unis
- Langue originale : anglais
- Durée : 107 minutes
- Genre : drame, romance
- Dates de sortie : 
  - Canada : 11 septembre 2020 (en salles)
  - États-Unis : 23 octobre 2020 (cinéma et vidéo à la demande)
  - France : 22 décembre 2020 (Prime Video)
- Interdit aux moins de 18 ans[Où ?]

## Distribution
- Josephine Langford (VF : Maryne Bertieaux ; VQ : Ludivine Reding) : Theresa « Tessa » Lynn Young
- Hero Fiennes-Tiffin (VF : Gauthier Battoue ; VQ : Alexandre Bacon) : Hardin Allen Scott
- John Jackson Hunter  : Hardin enfant
- Selma Blair  : Carol Young
- Dylan Sprouse (VF : Théo Frilet ; VQ : Xavier Dolan) : Trevor Matthews
- Candice King (VQ : Kim Jalabert) : Kimberley « Kim » Vance
- Charlie Weber (VQ : Patrick Chouinard) : Christian Vance
- Max Ragone  : Smith Vance
- Louise Lombard (VF : Marjorie Frantz ; VQ : Nathalie Coupal) : Trish Daniels
- Shane Paul McGhie (en) (VF : Simon Koukissa-Barney) : Landon Gibson
- Rob Estes (VF : Maurice Decoster ; VQ : Daniel Picard) : Ken Scott
- Karimah Westbrook (en)  : Karen Scott
- Khadijha Red Thunder  : Steph Jones
- Inanna Sarkis (VF : Camille Donda ; VQ : Catherine Brunet) : Molly Samuels
- Samuel Larsen  : Zed Evans
- Pia Mia (VF : Jade Jonot) : Tristan
- Dylan Arnold (VF : Martin Faliu) : Noah Porter
- Stefan Rollins : Sans-abris / le père de Tessa, Richard Young
- Ariel Yasmine : Jamie

 Source et légende : version québécoise (VQ) sur Doublage.qc.ca

## Production

### Genèse et développement
Le 20 mai 2019, Anna Todd a annoncé sur Twitter une suite du film, un mois seulement après la sortie de After : Chapitre 1 au cinéma. Elle a par la suite affirmé qu'elle se chargera du script du deuxième volet en s'attachant le plus possible au livre.
Le 5 août 2019, Anna Todd annonce sur l'Instagram officiel du film que Roger Kumble sera le réalisateur du film.

### Attribution des rôles
Tous les personnages du premier film restent les mêmes, exceptés pour Ken Scott et Karen Scott qui sont remplacés par Rob Estes et par Karimah Westbrook.
De nouveaux personnages sont annoncés également tel que Dylan Sprouse qui joue Trevor Matthews, le collègue de Tessa à Vance Publishing, Charlie Weber est annoncé pour jouer Christian Vance, Louise Lombard est annoncée pour jouer Trish Daniels, Rob Estes est annoncé pour jouer le nouveau Ken Scott, Karimah Westbrook pour jouer Karen Scott, Candice King pour jouer Kimberley Vance et Max Rogone pour jouer Smith Vance.

### Tournage
Le tournage du film commence en août 2019 à Atlanta, Géorgie, et se termine le 16 septembre 2019.
Anna Todd a confié dans un Live Instagram que l'alchimie entre les co-stars Hero Fiennes-Tiffin et Josephine Langford a été très forte durant le tournage.
L'équipe de tournage s'est très bien entendue. Parfois durant les scènes entre Dylan et Josephine, Hero venait et criait "Fucking Trevor". Louise Lombard, qui joue la mère d'Hardin a été très proche des acteurs ainsi qu'avec Anna Todd. L'actrice qui joue Tessa et celui qui joue Landon chantaient souvent sur le set. Hero Fiennes-Tiffin était très présent lors des scènes de sa partenaire Josephine.
La scène de l'accident de Tessa fut très émouvante à tourner pour Hero car celui-ci a réellement pleuré. Il était très investi et ému. La scène la plus éprouvante à tourner fut celle où Hardin et Tessa dorment dans le même lit mais ne sont plus ensemble et qu'Hardin a un cauchemar. Des séances d'entrainements ont été utiles pour les scènes de patinage entre Hardin et Tessa. Durant les scènes de baiser, Josephine devait se mettre à la hauteur de sa co-star Hero à cause de leur différence de taille.
Pia Mia, Khadijha Red Thunder, Inanna Sarkis et Samuel Larsen ainsi que sa petite-amie Vanessa Dubasso, aussi actrice, ont rejoint le tournage un peu plus tard.

## Accueil

### Promotion
L'équipe du tournage donnent des informations concernant le film par intervalles. En effet pour faire patienter les fans et les tenir en haleine, Anna Todd dévoile au fur et à mesure des photos du film, de tournage, des vidéos et en juillet 2020 le teaser et le trailer annonçant une histoire et des personnages plus proche du livre. Elle fait régulièrement des Lives Instagram pour répondre aux questions des fans et pour donner des dates de sorties. Hero Fiennes-Tiffin, Josephine Langford et Dylan Sprouse font la promotion du film à travers des vidéos.
En raison de la pandémie du Covid-19, la sortie du film dans certains pays se fera en vidéo à la demande. La fourchette de sortie du film se fera entre septembre et décembre. La date de sortie du film a été dévoilée pour des pays européens ainsi que l'Australie et le Canada. Le film est classifié -12 ans dans certains pays, -16 ans voire -18 ans dans d'autres.
Après avoir annoncé que le film sortira finalement sur Amazon Prime Vidéo, le date de sortie en France est enfin dévoilé, il sera disponible en exclusivité sur la plateforme dès le 22 décembre 2020.
Une nouvelle édition du livre est prévue avec l'affiche du film et un chapitre bonus. Dans le DVD qui sortira plus tard, des scènes coupées seront ajoutées.

### Critique
Dès sa sortie le film se situe au premier rang du box-office dans certains pays, notamment en Italie, Espagne, Portugal, République tchèque, Slovénie, Hongrie, Ukraine et Allemagne, rapportant près de 7,9 millions de dollars.

## Autour du film

### Suite
Après le succès du premier film, Hero Fiennes-Tiffin et Josephine Langford annoncent deux suites à la saga. Les deux autres films, After : Chapitre 3 (After We Fell) et After : Chapitre 4 (After Ever Happy) seront réalisés par Castille Landon[réf. nécessaire]. Le tournage des deux suites a débuté en novembre 2020, en présence de Hero Fiennes-Tiffin et de Josephine Langford.